# Естествени права
Естествените права са набор от свободи, които в съвременността се смятат не за унаследими, а за неотменни и произхождащи от естеството на човека. Тези права не зависят от културата и управлението на държавата.
Идеята за естествените права е разглеждана от много философи, като началото идва през Възраждането като противовес на „правото на краля“. Тези права лежат в основата на либерализма (в класическия му вид) и на либертарианството.
Според теорията за естественото право съществуват морални стандарти, които са заложени в човешката природа и в природата на нещата и тези естествени принципи направляват човешкото поведение и посочват кое е обективно правилното поведение.
Естественото право се различава от позитивното право, което се създава от хората в конкретен момент при конкретни обстоятелства, обслужвайки определени цели, докато източникът на естественото право е в самата човешка природа и моралните принципи, които то предлага, са общи за цялото човечество и са разпознаваеми с помощта на разума. То е средството, което направлява хората в техните дела, давайки възможност за отличаване на добро и зло, справедливо и несправедливо и насочва към извършването на добри дела. Най-общите правила на естественото право предполагат хората да живеят в общество, да не вредят на останалите, да се стремят да се съхранят и т.н. Според някои юридически теории естественото право се приема като необходимото морално мерило за позитивното право и така дава основата за изграждането му.

## В миналото
Теорията за естественото право възниква още в Древна Гърция, където най-завършена концепция предлагат стоиците, според които Вселената се управлява от разум или разумно начало, по-висше от всички земни разпоредби, и хората като разумни същества го разпознават и могат да го следват. За средновековната християнска философия естественият закон произлиза от вечния Божи закон. Според свети Тома Аквински (1224 – 1274) понятията на естественото право са известни на всеки разумен човек и всички човешки закони, ако са в съответствие с вечния Божи разум, произтичат от естественото право. Теорията за естественото право заема важно място и в работите на Томас Хобс (1588 – 1679), Хуго Гроций (1583 – 1645), Джон Лок (1632 – 1704) и др. Тя дава основа за развиване и на концепцията за естествените човешки права и от 20 век насам темата за естественото право отново става актуална.

## Развитие на философията за естественото право през Новото време
За юристите от края но ХVІІ век разбиранията на античната философия и окованите в схоластика догми на Католическата църква за естественото право не са стабилна основа за изграждането на новата универсална правна теория. Успявайки да се освободят от мистицизма на схващанията за ius naturale и неговите теологични основи, останали от Средновековието, те я изграждат изцяло на рационален принцип. Т.нар. „Класическа естественоправна теория“ разработва идеята за задължителната сила на правото като част от естествения ред. Оценката за обективната стойност на правото вече се изгражда само върху това кое е присъщо на естествения разум или с други думи – на разумната природа на човека.

## Развитие на идеята за естествените човешки права след ерата на Буржоазните революции

### Първо поколение човешки права
Под това определение се разбират човешките права, които са издигнати по времето и непосредствено след Пролетта на Нациите. Те намират резултат главно в „Конституцията на Съединените американски щати“ и съответно във френската „Декларация за правата на човека и гражданина“. Човешката личност започва да се освобождава от робската зависимост, от властта на религиозната идеология. Великите просветители по онова време и извършителите се буржоазни демократично революции достигат до главното, което си остава и до днес, че политическата свобода е „свобода на субекта, който сам себе си определя и сам себе си осъществява“.
Разбира се това е само началото на един процес, без който днес не можем да си представим правилното осъществяване и гарантиране на доброто и справедливостта. Огромното значение на това първо поколение права на човека е преди всичко в това, че те представляват първата крачка към осмислянето на човешкия индивид като основна ценност на правото. Така в края на ХVІІІ век съобразно идеологията на Френската революция за свободата и равенството основните и неотчуждаеми права на човека придобиват значението на своеобразен символ и юридически израз на индивидуалната свобода на човека.

### Второ поколение човешки права
Те се появяват към края на ХІХ век и представляват т.нар. доктрина за социално-икономическите права. Те се свързват директно с научно-техническия прогрес и невероятните темпове на индустриализацията, които формират нова представа за изконни и неотменими човешки права, като правото на труд, правото на социално осигуряване, правото на образование, правото на стачка, правото на почивка и т.н. В много голяма степен тези права изкристализират в рамките на теорията за социалната държава. Те са насочени преди всичко към държавата, представляват по своята природа определени претенции към нея и корелативно са обвързани с определени насрещни задължения именно от държавата. В тази връзка са интересни някои разсъждения в западната теория, че това второ поколение права не са права на човека в същинския смисъл на думата, защото са обусловени от социално-икономическото положение и политическата обстановка в дадената държава и не произтичат директно от природата на човека от една страна, а от друга – зависят изключително от добрата воля на законодателя и по този начин губят основното си качество да бъдат мерило и ограничение на нормотворчеството.

### Трето поколение човешки права
Литературата започва да говори усилена за трето поколение права на човека през последната третина на 20 век. Към тези права се отнасят най-напред правото на информация, правото на здравословна жизнена и природна среда, правото на достоен жизнен минимум за съществуването на човешкия индивид и т.н. В голямата си част тези права се появяват като обективни необходимости, обусловени от засилването на интеграцията, на процесите на глобализация в развитието на човешкото общество, а оттам и от появата на съответни проблеми за развитието на обществото и на отделния индивид. Към третото поколение права на човека в последно време се отнасят и т.нар. в литературата колективни човешки права. Към тях се отнасят правото на свободен избор на отделните народи на самоопределение, правото на езикова и национална идентичност, правото на културни самоопределение и идентичност, правото на ползване от всички и от всеки на достиженията на съвременната цивилизация и култура и т.н.